# Selenops formosanus
Selenops formosanus är en spindelart som beskrevs av Izumi Kayashima 1943. Selenops formosanus ingår i släktet Selenops och familjen Selenopidae.
Artens utbredningsområde är Taiwan. Inga underarter finns listade i Catalogue of Life.